# Ривальта-ди-Торино
Рива́льта-ди-Тори́но (итал. Rivalta di Torino, пьем. Rivàuta) — коммуна в Италии, в регионе Пьемонт, подчиняется административному центру Турин.
Население составляет 18800 человек (2008 г.), плотность населения — 752 чел./км². Занимает площадь 25 км². Почтовый индекс — 10040. Телефонный код — 011.
Покровителями коммуны почитаются святые Виктор и Корона, празднование во второй понедельник мая.

## Демография
Динамика населения:

## Администрация коммуны
- Официальный сайт: http://www.comune.rivalta.to.it/